# Benjamin Duboc

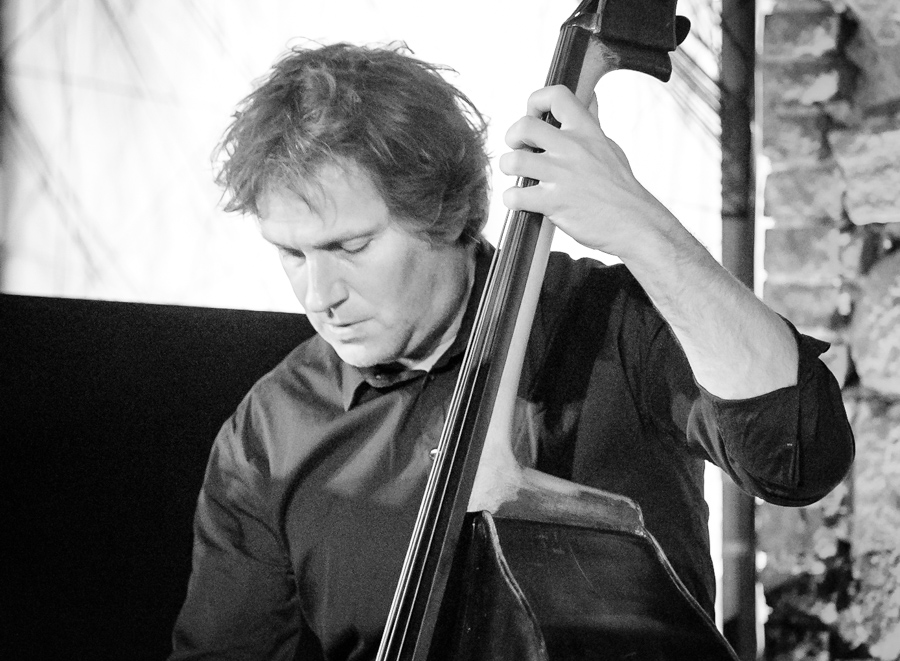
Benjamin Duboc (2018)

Benjamin Duboc (* 20. Mai 1969) ist ein französischer Bassist und Komponist.

## Leben und Wirken
Duboc lernte auf dem Konservatorium zunächst Klavier und Klarinette; später kam Kontrabass hinzu, den er u. a. bei Jean-François Jenny-Clark und Bernard Cazauran studierte. Er arbeitete zunächst mit Gaël Mevel und Thierry Waziniak, bevor er 1993 Mitglied der Formation Octopus wurde, zu der auch Benoist Raffin und Jobic Le Masson gehörten. In den folgenden Jahren arbeitete er zahlreichen Projekten im Bereich des Free Jazz und der Improvisationsmusik, u. a. mit Michel Doneda, Oliver Lake, Joëlle Léandre, Henry Grimes, Roy Campbell, Mario Rechtern, Eric Zinman, Sunny Murray, Daunik Lazro, Hasse Poulsen, Rasul Siddik, Christine Wodrascka, Hilary Jeffery oder Jack Wright. Neben Duo-Aufnahmen mit Edward Perraud (Etau, 2005) und Itaru Oki (Nobusiku, 2010) legte er auch ein Soloalbum und ein Album mit elektroakustischen Kompositionen vor. Weiterhin komponierte er elektroakustische Filmmusik für Filme von Bernard Cerf, Franck Gourdien und Chiara Malta. Zudem wirkte er an verschiedenen Literatur-, Theater- und Tanzprojekten mit.

## Diskographische Hinweise
- Alexandra Grimal, Benjamin Duboc, Valentin Ceccaldi Bambú (Ayler Records, 2017)
- Eve Risser • Benjamin Duboc • Edward Perraud En Corps: Generation (2017)
- TheTurbine! (Harrison Bankhead, Benjamin Duboc, Hamid Drake, Ramón López) Entropy/Enthalpy (RogueArt 2015) mit Jean-Luc Cappozzo, Lionel Garcin, William Parker
- St. James Infirmary (Improvising Beings, 2014) solo
- Daunik Lazro, Benjamin Duboc, Didier Lasserre: Pourtant les cimes des arbres (2011)
- Nobusiko (Improvising Beings, 2010) mit Itaru Oki
- Free Unfold Trio Ballades (Ayler Records, 2009) mit Jobic Le Masson, Didier Lasserre
- Nuts Symphony for Old and New Dimensions (Ayler Records, 2009) mit Rasul Siddik, Itaru Oki, Didier Lasserre, Makoto Sato
- Erdmann/Duboc/PaganottiLes Fées du Rhin (sans bruit, 2008) mit Daniel Erdmann, Antoine Paganotti
- Nuts L'Atelier Tampon-Ramier, September 2007 (sans bruit, 2007) mit Didier Lasserre, Makoto Sato, Itaru Oki, Rasul Siddik
- Bennani/Duboc/Lasserre: In Side (Ayler records, 2008) mit Abdelhaï Bennani, Didier Lasserre
- Jean-Luc Guionnet/Benjamin Duboc W (Amor Fati/Fatum, 2008)
- Pièces pour Contrebasse et Tuyaux (Le Petit Label, 2006)
- Guérineau / Duboc / Lasserre (Marge, 2005) mit Sylvain Guérineau, Didier Lasserre
- Octopus 1+1+1 (Boppi, 1997) mit Jobic Le Masson, Benoist Raffin
- Daunik Lazro, Benjamin Duboc, Mathieu Bec: Standards Combustion (Dark Tree, 2023)